# Jeff Bezos
Jeff Bezos (Albuquerque, Új-Mexikó, 1964. január 12. –) amerikai üzleti mágnás, elemző és befektető, az amazon.com alapítója.
2024 januárjában a világ leggazdagabb embereinek listáján, a Bloomberg milliárdosok indexén a második, míg a Forbes magazin milliárdoslistáján a harmadik helyen szerepelt 179,1 milliárd dollár és 182 milliárd dollár közé becsült teljes nettó vagyonával.

## Életpályája
Jeff Bezos gyerekkora óta nagy szeretettel nézi az űrkutatást. Kedvenc filmjei közt van a StarTrek. A középiskola befejezése után a Princetoni Egyetemre járt, majd később felsővezetőként dolgozott a Wall Streeten. Ezek után 1994-ben megalapította saját cégét, az Amazont, ahol valóra válthatta könyvkereskedéssel kapcsolatos terveit.
Feleségétől négy gyermeke született.
2017 decemberétől a világ leggazdagabb embere.

## Üzleti karrierje
Jeff Bezos 1995 nyarán indította útjára az amazon.com-ot, Seattle egyik külvárosából, szinte ugyanakkor, mikor Pierre Omidyar elkezdte programozni az eBay nevű online aukciós weblapot. Jeff mindenekelőtt módszeres piackutatást végzett és pontos üzleti tervet készített, amelynek következtében rájött arra, hogy az internet legkelendőbb terméke a könyv. Alapvető gondolata az volt, hogy az emberek az internetet üzleti ügyek bonyolítására használják, így miért ne vásárolhatnának azon. Így hát létrehozott egy raktárat, ahol a különféle termékeket tárolta eladásra, miközben kiszolgálta az Egyesült Államok településeiről helyeiről beérkező rendeléseket.
A kezdeti években Jeff Bezos nem tervezett nagy sikert, de hamarosan az általa tervezett rendszer sikeresnek bizonyult, így át kellett gondolnia stratégiáját, hogy kielégítse az online vásárlók tartós lelkesedését.
Jeff Bezos az Amazon legfőbb termékévé a hagyományos és az elektronikus könyvet tette. Mára az innovatív Amazon Kindle termékek révén Jeff Bezos karaktere – hasonlóképpen, mint Steve Jobsnál az Apple – egyet jelent az Amazonnal. Természetesen korántsem ért el akkora elismertséget Bezos, mint Steve Jobs, de mint ahogyan mások is, hasonló modellt követ.
2017 decemberében Jeff Bezos vagyona elérte a 99,6 milliárd dollárt, és ezzel első lett a világ leggazdagabb emberek listáján, így megelőzte Bill Gatest.

## Magyarul megjelent művei
- Találd fel és engedd el. Jeff Bezos összegyűjtött írásai; előszó Walter Isaacson, ford. Dési András György; Jaffa, Budapest, 2022